# Mia, a kisegér
A Mia, a kisegér (eredeti címén Mia) televíziós 3D-s számítógépes animációs sorozat. Magyarországon a Minimax tűzte műsorra.

## Szereplők
- Mia – A hatéves kisegérlány, akit érdekel a körülötte lévő világ.
- Mimi – Mia nagymamája, aki vele él.

## Epizódok
1. A kincses térkép (The Treasure Map)
2. A szülinapi torta (The Cake Mistake)
3. Az űrhajósok (The Astronauts)
4. A hercegnő kosztüm (The Princess Costume)
5. Az akadálypálya (The Obstacle Course)
6. A hídszörny (The Bridge Monster)
7. A bogárlámpás (The Firefly Lamp)
8. A kenguru labda (The Kenguru Ball)
9. Konfetti (Confetti)
10. Mint a pillangó (Like a Butterfly)
11. Tavaszi színek (Spring Coloures)
12. A jó tett (The Good Deed)
13. A színdarab (The Play)
14. A felhőkből jósoló (Head in the Clouds)
15. A kölcsönjáték (The Lending game)
16. Rettenetes Mia (Mia the terrible)
17. A bolhapiac (The Toy Fair)
18. A szamócabokor (The Strawberry Bush)
19. A vidámpark (The Amusement Park)
20. Az elveszett tükör (The Mirror Mistery)